# Bilacunaria scabra
Bilacunaria scabra là một loài thực vật có hoa trong họ Hoa tán. Loài này được (Fenzl) Pimenov & V.N.Tikhom. mô tả khoa học đầu tiên năm 1983.